# Lex Hortensia
Die Lex Hortensia de plebiscitis (lateinisch für „… über die Plebiszite“) des Diktators Quintus Hortensius war ein wegweisendes Gesetz aus der Zeit der mittleren römischen Republik, erlassen 287 v. Chr. Die besondere Bedeutung des Gesetzes liegt darin, dass den Plebejern damit die juridische Gleichberechtigung zu den Patriziern gelang.
Das Gesetz ordnete die umfassende Verbindlichkeit für alle Beschlüsse der Plebs an, die so genannten Plebiszite, die im Ausschließlichkeitsgremium des Concilium plebis oder den gemischt besetzten Tributkomitien beantragt worden waren. Damit wurden plebiscita ranggleich zu den leges, denn nun galten auch sie für das gesamte römische Volk. Mit der lex oblag es der Nobilität, einem Volk vorzustehen, dessen Souveränität ausdrücklich anerkannt worden war.
Für den Erlass allgemeinverbindlicher Plebiszite wurde auch der Senatsvorbehalt (auctoritas senatus) aufgegeben. Zuvor bedurften sie dessen Zustimmung per Senatskonsult, um rechtswirksam werden zu können; dies zumindest seit und ausweislich der 339 v. Chr. in Kraft getretenen lex Publilia Philonis. Aus diesem Rechtsstatus heraus wurde auch selbstverständlich, dass die Tribunen kollegiale Interzessionen gegen anderweitig eingebrachte Gesetzesvorhaben führen durften. Gleichwohl war mit diesem Recht kein Freibrief für willkürliche Gesetzesinitiativen geschaffen, denn die lex unterlag einer Selbstbeschränkung dahingehend, dass der Senat missliebige Plebiszite kassieren durfte und dies auch tat. Insoweit konnte der Senat formelle Mängel, wie beispielsweise die Missachtung der Auspizien rügen, als auch aus materiellrechtlichen Gründen entgegensteuern.
Um die Autorität für die legislative Gleichstellung zu erlangen, musste stets die patrum auctoritas sichergestellt sein, weshalb das Gesetz dazu selbst Stellung nahm und dabei Regeln aus dem aufgegriffenen Vorbestand modifizierte, vornehmlich zur imperialen Bestätigung. Dies wurde – wohl unmittelbar nach Gesetzeserlass – auch auf Wahlen in den Körperschaften ausgeweitet, wobei sich das Patriziat verpflichtete, die Billigung bereits im Vorfeld auszusprechen. Die Zulassung zu den gerichtlichen Verhandlungstagen im concilium und in den Tributkomitien wurde mit der zu den Zenturiatkomitien synchronisiert.
Die sullanische Verfassungsreform der Jahre 82 bis 79 v. Chr. führte das Volkstribunat vorübergehend in einen Rechtszustand zurück, wie er vor der lex Hortensia bestand, aufgehoben erst wieder durch die lex Aurelia de tribunicia potestate, die zum Anknüpfungspunkt der Hortensia zurückbegleitete.